# SNDVB XVIIc
| SNDVB XVIIc / ÖNWB XVIIc / kkStB 460 / BBÖ 460 / ÖBB 454 | SNDVB XVIIc / ÖNWB XVIIc / kkStB 460 / BBÖ 460 / ÖBB 454 | SNDVB XVIIc / ÖNWB XVIIc / kkStB 460 / BBÖ 460 / ÖBB 454 |
| -------------------------------------------------------- | -------------------------------------------------------- | -------------------------------------------------------- |
| kein Bild vorhanden                                      |                                                          |                                                          |
| Technische Daten                                         |                                                          |                                                          |
|                                                          | 285, 289–300                                             | 221–230                                                  |
| Bauart                                                   | 1C-h2                                                    | 1C-h2                                                    |
| Zylinder-Ø                                               | 510 mm                                                   | 520 mm                                                   |
| Kolbenhub                                                | 632 mm                                                   | 632 mm                                                   |
| Treibrad-Ø                                               | 1404 mm                                                  | 1404 mm                                                  |
| Laufrad-Ø vorne                                          | 1009 mm                                                  | 1009 mm                                                  |
| Laufrad-Ø hinten                                         | –                                                        | –                                                        |
| fester Radstand                                          | 3570 mm                                                  | 3570 mm                                                  |
| Gesamtradstand                                           | 6220 mm                                                  | 6220 mm                                                  |
| Gesamtradstand + Tender                                  | 12559 mm                                                 | 12806 mm                                                 |
| Heizfl. d. Rohre                                         | 113,9 m²                                                 | 113,9 m²                                                 |
| Überhitzerheizfl.                                        | 22,0 m²                                                  | 22,0 m²                                                  |
| Heizfl. d. Feuerbüchse                                   | 11,7 m²                                                  | 11,7 m²                                                  |
| Rostfl.                                                  | 2,70 m²                                                  | 2,70 m²                                                  |
| Dampfdruck                                               | 12,0                                                     | 12,0                                                     |
| Tender                                                   | 49, 54                                                   | 49, 54                                                   |
| Gewicht (leer)                                           | 50,30 t                                                  | 50,30 t                                                  |
| Adhäsionsgewicht                                         | 42,00 t                                                  | 42,00 t                                                  |
| Dienstgewicht                                            | 55,10 t                                                  | 55,10 t                                                  |
| Dienstgewicht + Tender                                   | 87,40 t                                                  | 94,10 t                                                  |
| Wasser                                                   | 11,8 m³                                                  | 15,0 m³                                                  |
| Kohle                                                    | 6,3 m³                                                   | 8,5 m³                                                   |
| Länge                                                    | 9,807 m                                                  | 9,807 m                                                  |
| Länge + Tender                                           | 16,056 m                                                 | 16,520 m                                                 |
| Höhe                                                     | 4,570 m                                                  | 4,570 m                                                  |
| Vmax                                                     | 60 km/h                                                  | 65 km/h                                                  |

Die Dampflokomotivreihe SNDVB XVIIc bestand aus Eilgüterzug-Lokomotiven der SNDVB und der ÖNWB.
Als die ÖNWB 1905 stärkere und schnellere Güterzuglokomotiven beschaffen wollte, wurden zunächst verschiedene Versuchsausführungen bestellt. Im Detail waren das die als Reihe XVIId bezeichneten Maschinen, von denen keine überzeugen konnte, und eine Heißdampflokomotive mit der Nummer 285 (Baujahr 1906), die sich sowohl im Güter- als auch im Personenzugdienst bewährte, sodass zwölf Lokomotiven für das Ergänzungsnetz und zehn für die SNDVB selbst bestellt wurden. Alle Fahrzeuge wurden von der Lokomotivfabrik Floridsdorf 1908 und 1909 geliefert. Entgegen sonstiger österreichischer Gewohnheiten hatten die Lokomotiven eine auffällige überhöhte Rauchkammer.
Sowohl die Reihe XVIIc als auch die Reihe XVIId wurden auf den böhmischen Strecken der Nordwestbahn eingesetzt.
Nach der Verstaatlichung 1909 bildeten die Maschinen bei der kkStB die Reihe 460. Alle kamen auch nach dem Ersten Weltkrieg zur BBÖ.
Auch 1938 beim Anschluss Österreichs an das Deutsche Reich waren noch alle 23 Lokomotiven vorhanden, denen die Deutsche Reichsbahn die Baureihenbezeichnung 544 und die Betriebsnummern 54 401 bis 54 423 gab.
Nach dem Zweiten Weltkrieg waren sechs Lokomotiven als Kriegsverlust zu beklagen, weitere vier wurden vor 1953 ausgemustert, die restlichen 13 bildeten die ÖBB-Reihe 454, die bis 1961 aus dem Bestand geschieden wurde.